# Il marito ricco
Il marito ricco (Tarnished Lady), è un film statunitense del 1931, diretto da George Cukor e interpretato da Tallulah Bankhead e Clive Brook. Il soggetto, una storia dai toni di commedia drammatica, è tratto dal romanzo New York Lady di Donald Ogden Stewart che ha adattato il suo lavoro per lo schermo, firmando anche la sceneggiatura del film.

## Trama
La storia di una ragazza irrequieta che lascia l'uomo che ama per sposarne uno ricchissimo. Anche se lui è veramente innamorato, il loro rapporto non decolla. Sembra entrare definitivamente in crisi quando l'uomo è rovinato dal crollo della borsa di Wall Street. Ma la nascita di un bambino e le nuove circostanze che i due devono affrontare potrebbero creare i presupposti per una nuova vita insieme.

## Produzione
Il film fu prodotto dalla Paramount Pictures.

## Distribuzione
Distribuito dalla Paramount Pictures, il film uscì nelle sale cinematografiche statunitensi il 2 maggio 1931 con il titolo originale Tarnished Lady.